# Ermita vieja de San Vicente Ferrer de Agullent
La Ermita vieja de San Vicente Ferrer es una ermita situada en la subida del Calvario, en el municipio de Agullent. Es Bien de Relevancia Local con identificador número 46.24.004-008.

## Historia
Hay en Agullent dos ermitas dedicadas a San Vicente Ferrer, conocidas como La Vella y La Nova. Ambas se encuentran próximas entre sí, separadas por un corto camino que alberga el Vía Crucis. La ermita vieja (vella) es la primitiva donde el santo dominico solía retirarse como ermitaño. Está reconstruida sobre los cimientos de la original del siglo XV y fue reconstruida en 1976, e inaugurada el 1 de abril de 1979.

## Descripción
Se trata de un pequeño edificio rectangular, muy sencillo y con tejado a dos aguas. La puerta es adintelada, emplanchada y con dos amplias mirillas. Sobre la puerta hay un nicho con un panel cerámico que representa el santo al que está dedicada la ermita. Un farol ilumina el panel.
Las reducidas dimensiones del interior resaltan la riqueza de su ornamentación. Los pilares, unidos por una cornisa denticulada , soportan una bóveda de medio cañón. El retablo sobre el altar adosado es de estilo neoclásico, e incluye una hornacina acristalada que alberga una talla de San Vicente Ferrer datada a mediados del siglo XIX.